# Tesoro de Córdoba
El Tesoro de Córdoba (en inglés, Cordoba Treasure) es el nombre de un importante tesoro de plata de la Edad del Hierro encontrado en las afueras de la ciudad de Córdoba, España, en 1915. Todo el tesoro fue comprado por el Museo Británico en 1932, donde ha estado en exhibición pública desde entonces.

## Descubrimiento
El tesoro de objetos de plata fue encontrado por casualidad en 1915 en Molino de Marrubial, un suburbio de la ciudad de Córdoba en la región de Andalucía. El tesoro había sido enterrado en un pozo para su custodia, pero sus dueños originales nunca lo recuperaron. El Tesoro de Córdoba finalmente pasó a manos del coleccionista de arte estadounidense Walter Leo Hildburgh, quien lo vendió al Museo Británico en 1932. El tesoro es uno de los pocos tesoros de la Edad del Hierro de la península ibérica que se encuentra en la colección de un museo fuera España o Portugal.

## Descripción
El tesoro data de la Edad del Hierro y probablemente fue enterrado alrededor del año 100 a. Aunque esta parte de España había sido conquistada recientemente para formar parte del Imperio Romano, el estilo de las joyas refleja las tradiciones estéticas celtas. El tesoro de plata incluye un gran torque circular con terminales en forma de dobles conos, ocho brazaletes con decoración zoomorfa en relieve, un broche con forma de dos cabezas de caballo, un cuenco cónico, más de trescientas monedas, dos trozos de plata y otros objetos misceláneos incluyendo varillas y lingotes. Las monedas permiten a los arqueólogos fechar el tesoro, ya que 82 de ellas fueron de fabricación local y 222 fueron acuñadas en una ciudad romana.

## Motivo del entierro
No está claro por qué la persona o personas que lo enterraron nunca recuperaron el tesoro. La gran cantidad de plata en el tesoro podría haber significado que su propietario planeó fundirlo en una etapa, pero por alguna razón no pudo. Otros han sugerido que podría haber sido una ofrenda votiva, siguiendo las prácticas nativas.

## Galería

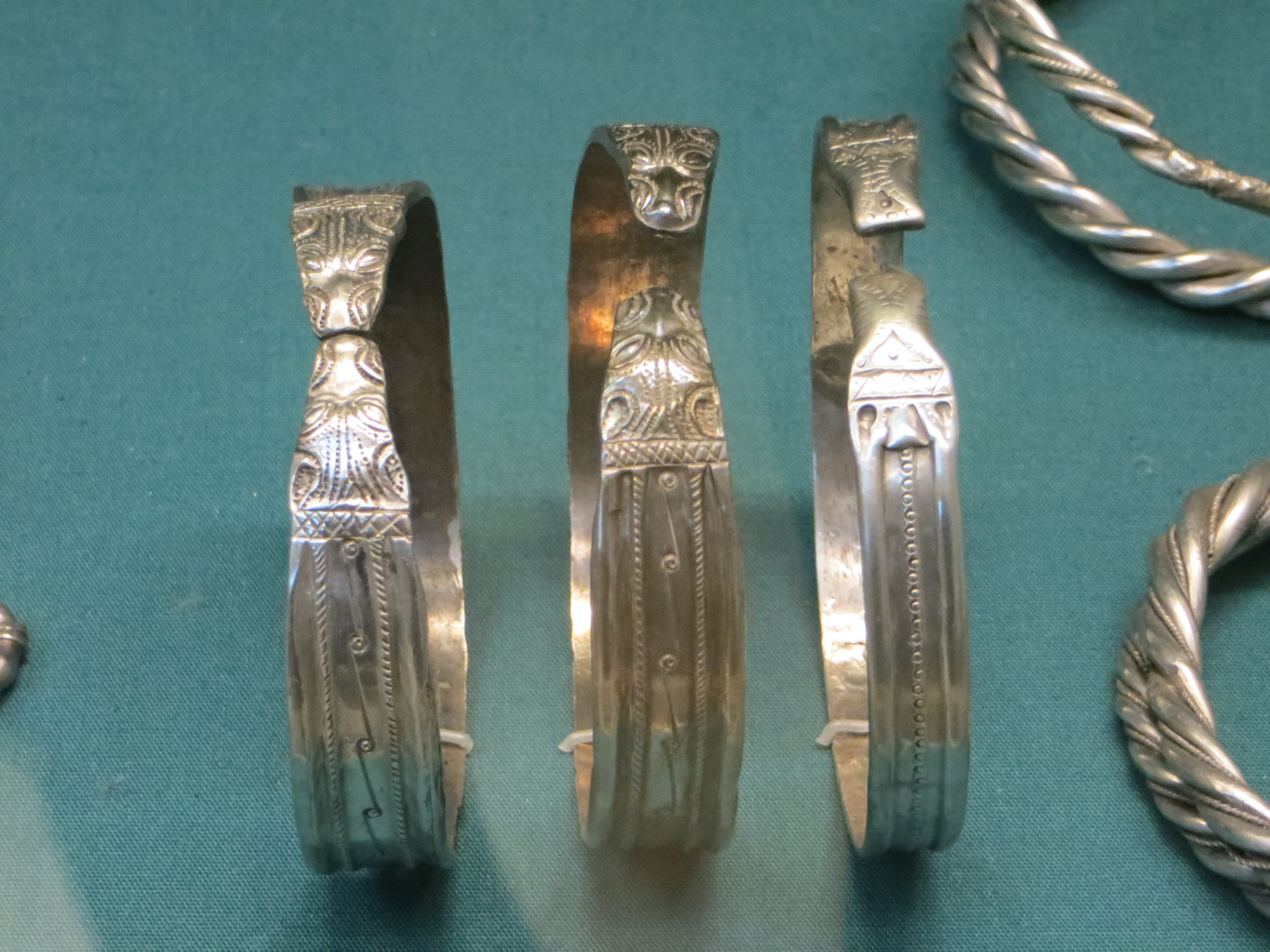
Brazaletes de plata del tesoro
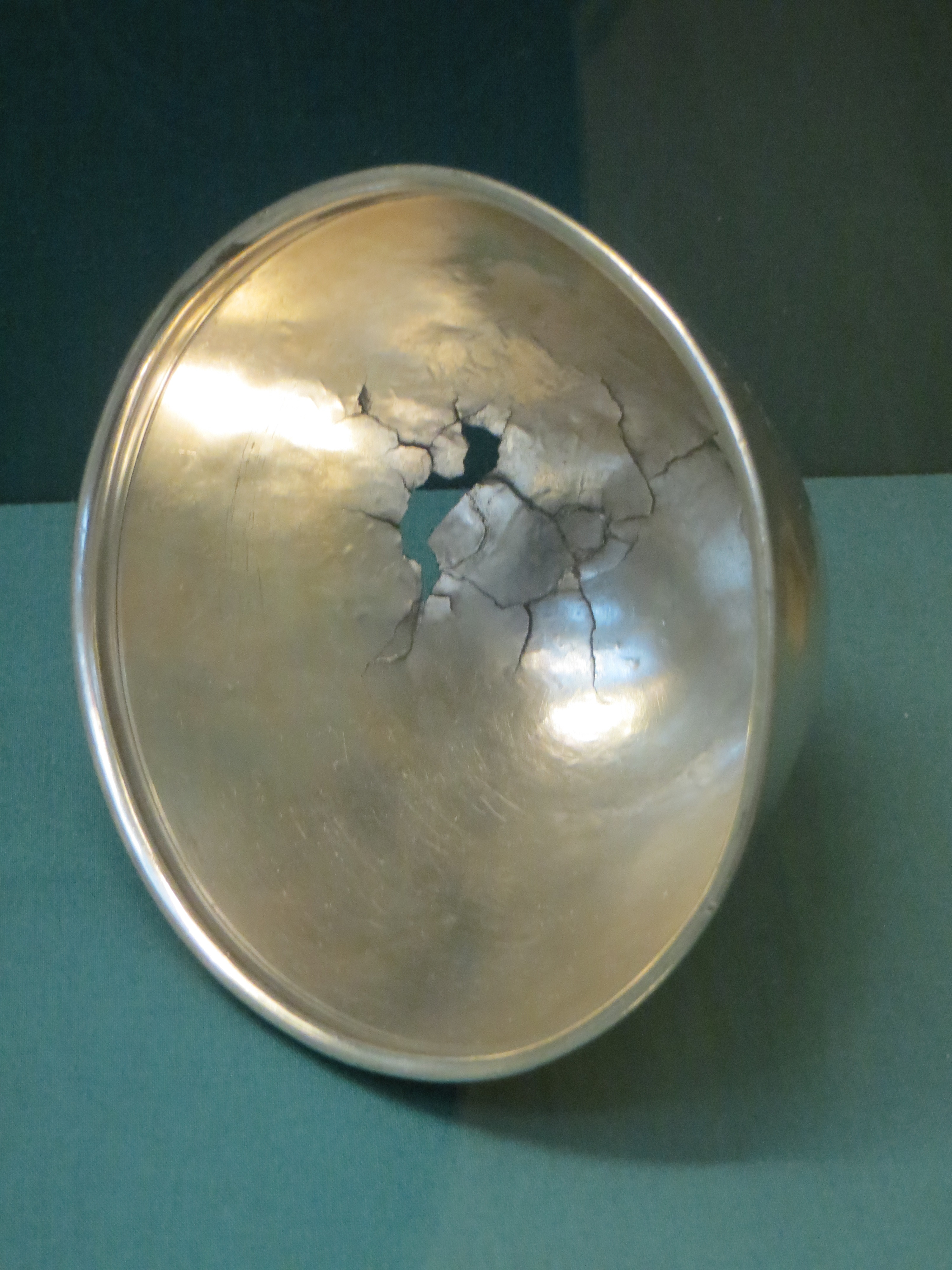
Tazón de plata en el que se encontraron las monedas
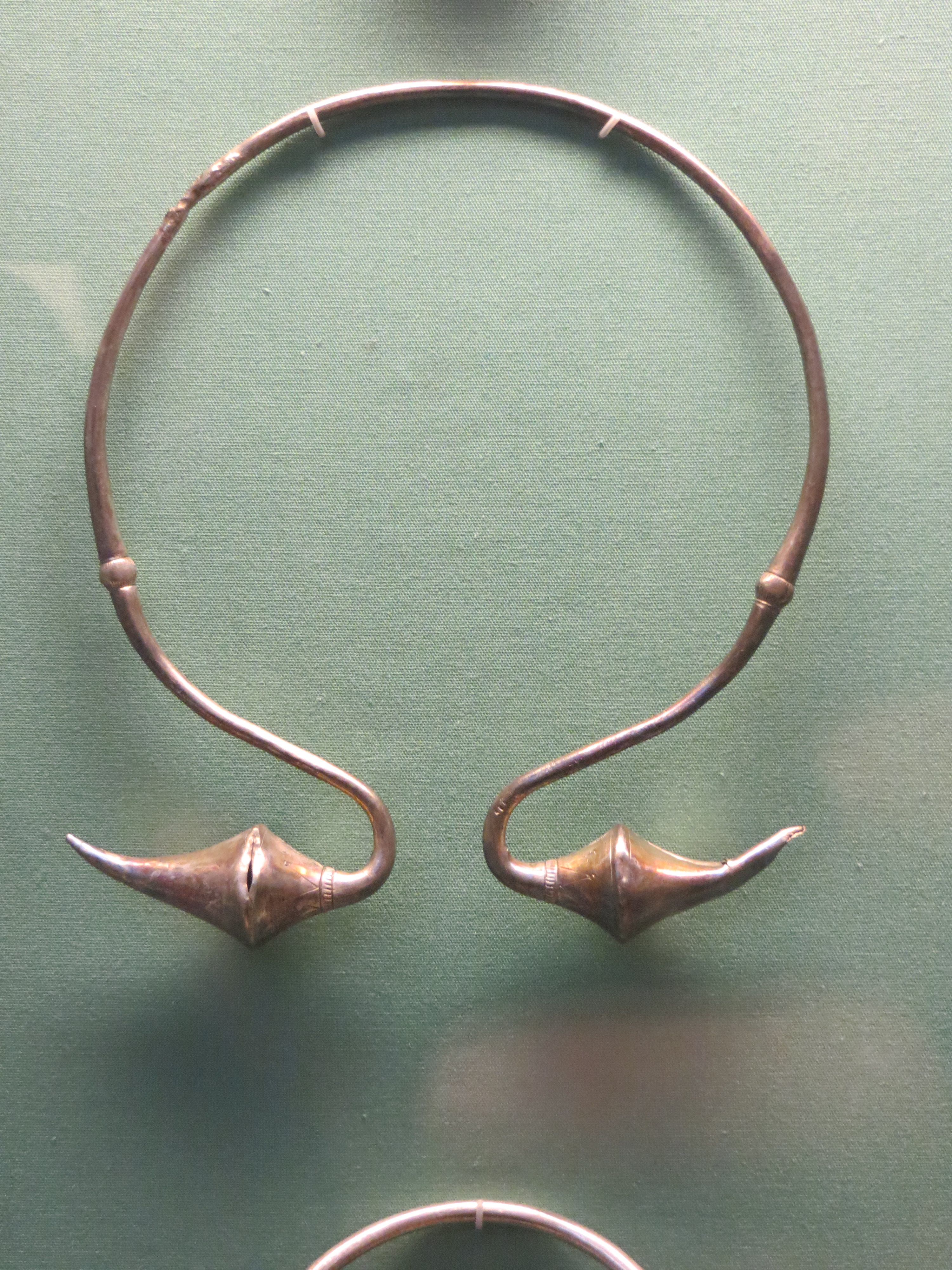
Torque de plata, típico del arte celta ibérico de esta época
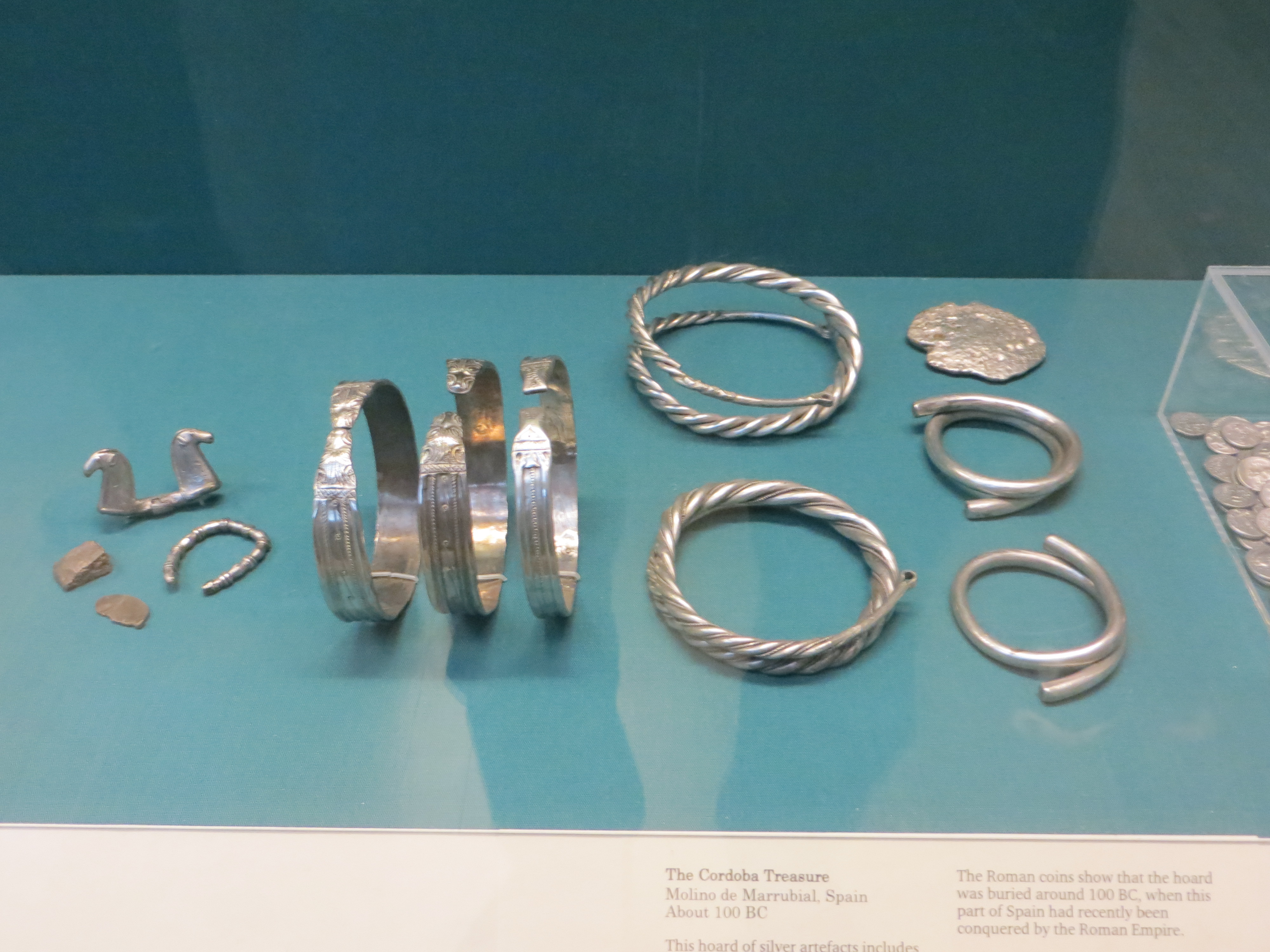
Brazaletes de plata, un broche y otros artículos del tesoro.
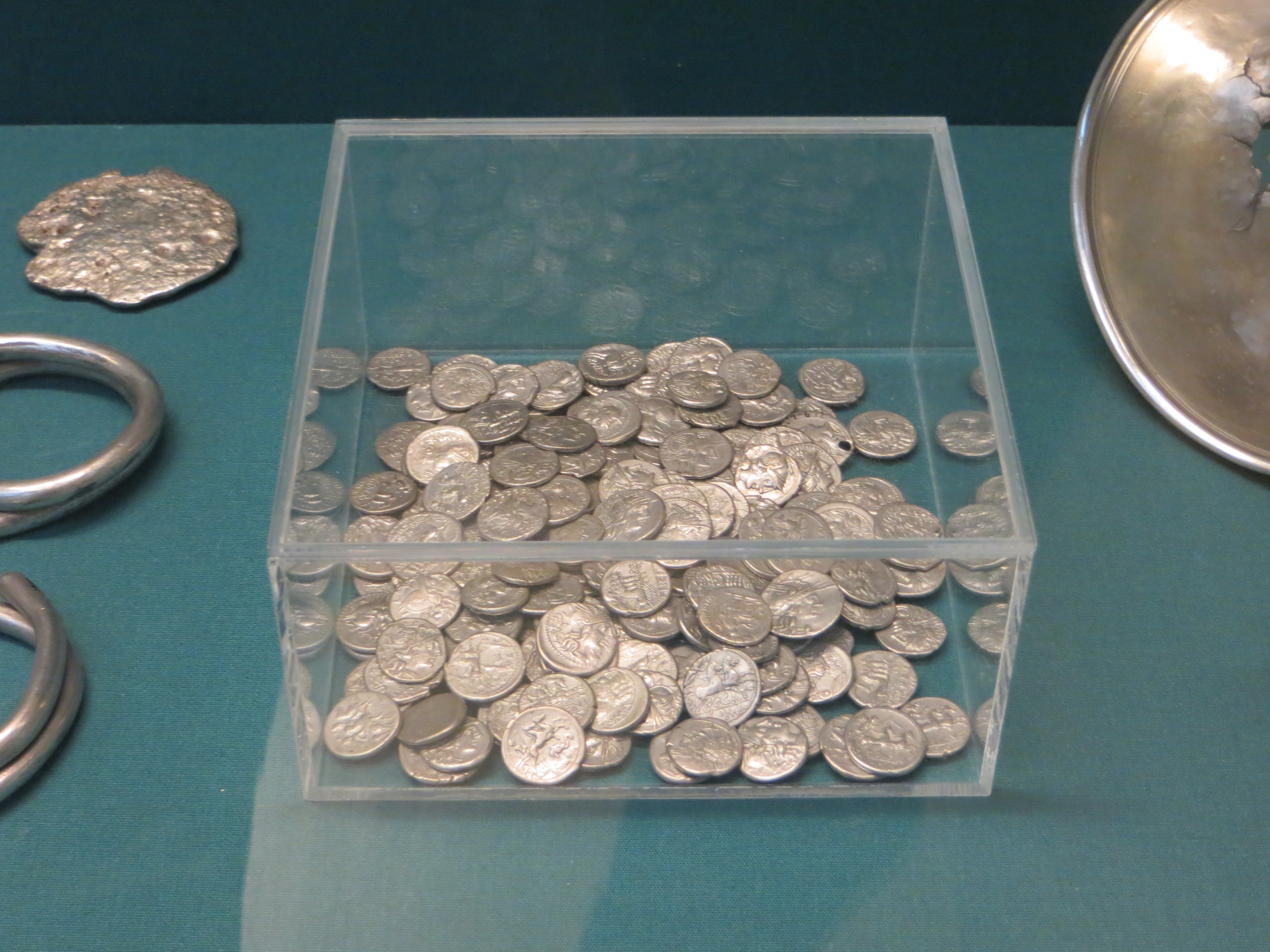
Monedas celtas y romanas del tesoro